# Daniel Guilbert
Pour les articles homonymes, voir Guilbert.
Daniel Guilbert, né le 20 juillet 1913, est un rameur d'aviron français.

## Carrière
Daniel Guilbert remporte la médaille d'or en huit aux Championnats d'Europe d'aviron 1931 à Paris et la médaille de bronze dans la même épreuve aux Championnats d'Europe d'aviron 1935 à Berlin.
Il fait partie de la délégation française présente aux Jeux olympiques d'été de 1936 à Berlin.